# كي بالدوين
كي بالدوين (بالإنجليزية: Ky Baldwin)‏ (10 أبريل 2001 في سيدني في أستراليا – )؛ هو مغني وممثل وراقص وكاتب أغاني أسترالي، بدأ مسيرته الفنية عام 2009 بعد مشاركته كطفل في برنامج ذا فويس كيدز النسخة الأسترالية. يشتهر حالياً بتقديم أغانيه عبر قناته على يوتيوب.

## مسيرته الفنية
ولد كي في مدينة سيدني ونشأ محباً للرياضة، رغم ذلك أصبح محباً للرقص في سن السادسة، ومن الرقص بدأ حبه للموسيقى وتعلم الجاز والهيب هوب. ثم تم استغلال موهبته بالتمثيل من خلال إشراكه بمسرحية مدام بترفلاي في دار أوبرا سيدني، كما شارك في العديد من المسرحيات الأخرى.
بدأت شهرته في سن التاسعة عند مشاركته في برنامج المواهب الأسترالي، وكانت موهبته التي شارك بها الرقص النقري، خلال هذه المشاركة وصل لنصف النهائي وكان أصغر واصل لهذه المرحلة في تاريخ المسابقة. بعد هذا النجاح شارك في تمثيل أدوار في المسلسلات التلفزيونية مثل (Spirited ،East West 101 ،Underbelly: Razor)، كما شارك في تأدية أصوات في الرسوم المتحركة. أخيراً حقق شهرته كمغني سنة 2014 بعد مشاركته في برنامج ذا فويس النسخة الأسترالية وحقق نجاحاً بدخوله لفريق الفنانة دلتا جودرم، ليصل بعدها لمرحلة نصف النهائي.

## أغانيه
- You Make Me Wanna Dance
- Lara
- Do You Remember
- It's Time
- Why
- Just Dance
- Summer Song
- Goodbye[2]